# Macronyx
Macronyx es un género de aves paseriformes de la familia Motacillidae, que abarca a varias especies de bisbitas. Su distribución está restringida a África.
Son aves esbeltas, a menudo coloridas, con largas colas que agitan frecuentemente. Su característica más identificativa son sus largas garras traseras, que se considera que le ayudan a caminar por la hierba.

## Especies
- Macronyx sharpei Jackson, 1904 — bisbita de Sharpe;
- Macronyx flavicollis Ruppell, 1840 — bisbita abisinio;
- Macronyx fuellebornii Reichenow, 1900 — bisbita de Fülleborn;
- Macronyx capensis (Linnaeus, 1766) — bisbita de El Cabo;
- Macronyx croceus (Vieillot, 1816) — bisbita gorgigualdo;
- Macronyx aurantiigula Reichenow, 1891 — bisbita de Pangani;
- Macronyx ameliae Tarragon, 1845 — bisbita gorgirrosa;
- Macronyx grimwoodi Benson, 1955 — bisbita de Grimwood;

La especie M. sharpei es incluida en ocasiones dentro del género Anthus, y otras veces dentro del género Hemimacronyx.